# Temporada 1961-62 de la NBA
La temporada 1961-62 de la NBA fue la 16.ª en la historia de la liga. La temporada finalizó con Boston Celtics como campeones (el cuarto de ocho anillos consecutivos) tras ganar a Los Angeles Lakers por 4-3. 

## Aspectos destacados
- Chicago Packers se unió a la NBA, alzando el número de equipos a 9.
- El calendario de la NBA aumentó por tercera temporada consecutiva. Esta vez pasó de 79 partidos por equipos a 80.
- El All-Star Game de la NBA de 1962 se disputó en San Luis, Misuri, con victoria del Oeste sobre el Este por 150-130. El local Bob Pettit ganó el premio al MVP del encuentro.
- En el partido disputado en Hershey, Pensilvania, Wilt Chamberlain hizo historia al anotar 100 puntos en la victoria de Philadelphia Warriors ante New York Knicks por 169-147. Esta hazaña aún se mantiene como uno de los grandes logros individuales en la historia del deporte. Chamberlain promedió 50 puntos por partido durante la temporada regular, siendo otro récord en la historia de la liga.
- Oscar Robertson se convirtió en el primer jugador en la historia en promediar un triple-doble durante la temporada (30.8 puntos, 11.4 asistencias y 12.5 rebotes por partido).
- Esta fue la última campaña de retransmisión de partidos por parte de la NBC, aunque regresaría en 1990.

## Clasificaciones
| Equipo                | V  | D  | %V   | P  |
| --------------------- | -- | -- | ---- | -- |
| Boston Celtics C      | 60 | 20 | .750 | -  |
| Philadelphia Warriors | 49 | 31 | .613 | 11 |
| Syracuse Nationals    | 41 | 39 | .513 | 19 |
| New York Knicks       | 29 | 51 | .363 | 31 |

| Equipo             | V  | D  | %V   | P  |
| ------------------ | -- | -- | ---- | -- |
| Los Angeles Lakers | 54 | 26 | .675 | -  |
| Cincinnati Royals  | 43 | 37 | .538 | 11 |
| Detroit Pistons    | 37 | 43 | .463 | 17 |
| St. Louis Hawks    | 29 | 51 | .363 | 25 |
| Chicago Packers    | 18 | 62 | .225 | 36 |

* V: Victorias
* D: Derrotas
* %V: Porcentaje de victorias
* P: Partidos de diferencia respecto a la primera posición
* C: Campeón

## Playoffs
|  | Semifinales de División | Semifinales de División | Semifinales de División |   |  | Finales de División | Finales de División | Finales de División |  |  | Finales de la NBA | Finales de la NBA | Finales de la NBA |
|  |                         |                         |                         |   |  |                     |                     |                     |  |  |                   |                   |                   |
|  | E3                      | Syracuse                | 2                       |   |  | E1                  | Boston              | 4                   |  |  |                   |                   |                   |
|  | E3                      | Syracuse                | 2                       |   |  | E1                  | Boston              | 4                   |  |  |                   |                   |                   |
|  | E2                      | Philadelphia            | 3                       |   |  | E2                  | Philadelphia        | 3                   |  |  |                   |                   |                   |
|  | E2                      | Philadelphia            | 3                       |   |  | E2                  | Philadelphia        | 3                   |  |  |                   |                   |                   |
|  |                         |                         |                         |   |  | División Este       |                     |                     |  |  |                   |                   |                   |
|  |                         |                         |                         |   |  |                     |                     |                     |  |  |                   |                   |                   |
|  |                         |                         |                         |   |  |                     |                     |                     |  |  | E1                | Boston            | 4                 |
|  |                         |                         |                         |   |  |                     |                     |                     |  |  | E1                | Boston            | 4                 |
|  |                         | O1                      | Los Angeles             | 3 |  |                     |                     |                     |  |  |                   |                   |                   |
|  |                         |                         |                         |   |  |                     |                     |                     |  |  |                   |                   |                   |
|  |                         |                         |                         |   |  |                     |                     |                     |  |  |                   |                   |                   |
|  |                         |                         |                         |   |  |                     |                     |                     |  |  |                   |                   |                   |
|  | O3                      | Detroit                 | 3                       |   |  | O1                  | Los Angeles         | 4                   |  |  |                   |                   |                   |
|  | O3                      | Detroit                 | 3                       |   |  | O1                  | Los Angeles         | 4                   |  |  |                   |                   |                   |
|  | O2                      | Cincinnati              | 1                       |   |  | O3                  | Detroit             | 2                   |  |  |                   |                   |                   |
|  | O2                      | Cincinnati              | 1                       |   |  | O3                  | Detroit             | 2                   |  |  |                   |                   |                   |
|  |                         |                         |                         |   |  | División Oeste      |                     |                     |  |  |                   |                   |                   |
|  |                         |                         |                         |   |  |                     |                     |                     |  |  |                   |                   |                   |

## Estadísticas
| Categoría                    | Jugador          | Equipo                | Estadísticas |
| ---------------------------- | ---------------- | --------------------- | ------------ |
| Puntos por partido           | Wilt Chamberlain | Philadelphia Warriors | 50.4         |
| Rebotes por partido          | Wilt Chamberlain | Philadelphia Warriors | 25.7         |
| Asistencias por partido      | Oscar Robertson  | Cincinnati Royals     | 11.4         |
| Porcentaje de tiros de campo | Walt Bellamy     | Chicago Packers       | 51.9         |
| Porcentaje de tiros libres   | Dolph Schayes    | Syracuse Nationals    | 89.7         |

## Premios
- MVP de la Temporada
  -  Bill Russell (Boston Celtics)
- Rookie del Año
  -  Walt Bellamy (Chicago Packers)

| - Mejor Quinteto de la Temporada - Bob Pettit, St. Louis Hawks - Wilt Chamberlain, Philadelphia Warriors - Jerry West, Los Angeles Lakers - Oscar Robertson, Cincinnati Royals - Elgin Baylor, Los Angeles Lakers | - 2.º Mejor Quinteto de la Temporada - Jack Twyman, Cincinnati Royals - Tom Heinsohn, Boston Celtics - Bob Cousy, Boston Celtics - Bill Russell, Boston Celtics - Richie Guerin, New York Knicks |